# عيسى النقيب
عيسى النقيب أو الأرت إمام وجيه تولى نقابة العلويين بالمدينة بعد أبيه. وقد يلقب بالرومي والأزرق في بعض كتب الأنساب والظاهر أن ابنه محمد هو الذي يعرف بالأزرق وحفيده عيسى بالرومي وليس عيسى النقيب. ويعرف أيضا بالأكبر أو الكبير لأجل حفيده عيسى الرومي الأصغر.

## نسبه
عيسى بن محمد النقيب بن علي العريضي بن جعفر الصادق بن محمد الباقر بن علي زين العابدين بن الحسين السبط بن علي بن أبي طالب، وعلي زوج فاطمة بنت محمد.
فهو الحفيد 7 لرسول الله محمد في سلسلة نسبه.

## ذريته
له من الولد خمس بنات: فاطمة، ورقية، وخديجة، وقسيمة، وصفية. وثلاثون ابنًا: عبيد الله الأحول، وعبد الله الأكبر، وعبيد الله الأصغر، وعبد الله الأصغر، وعبد الرحمن، وداوود، ويحيى، وعلي، والعباس، ويوسف، وحمزة، وسليمان، وإسماعيل، وزيد، والقاسم، وهارون، ويحيى الثاني، وعلي أبو تراب، وموسى، وإبراهيم، وجعفر، وعلي الأصغر، وإسحاق الأحنف، والحسن، والحسين الجبلي، وعيسى، وحمزة الثاني، وعبد الله الأحنف، وأحمد، ومحمد الأزرق.